# 特林-耶滕巴赫宫
特林-耶滕巴赫宫（Palais Toerring-Jettenbach）是 慕尼黑一座原城市宫殿，位于老城东北部的马克斯·约瑟夫广场，慕尼黑王宫对面。

## 历史
原来的洛可可宫殿按照计划建于1734-1747-1754年，属于外交大臣和陆军元帅伊戈纳兹.冯.特林-耶滕巴赫。主要设计者是维也纳皇家建筑师约翰·卢卡斯·冯·希尔德布兰特和约瑟夫·埃马纽埃尔·费希尔·冯·埃尔拉赫。这是18世纪慕尼黑最精致的贵族宫殿。王宫模仿了佛罗伦萨文艺复兴宫殿。莱奥·冯·克伦泽模仿佛罗伦萨 孤儿院设计了门廊。
在第二次世界大战中，宫殿遭到严重破坏，巴洛克式建筑基本被毁。在重建过程中，西立面没有修复，该建筑是慕尼黑的保护建筑。现在开设了商店、餐厅以及办公室。路易威登公司在一楼开了一家时尚精品店这些出租房间是城市中最昂贵的。拱廊里还有另一家咖啡厅。